# باندیکوت طلایی
باندیکوت طلایی (نام علمی: Isoodon auratus) نام یک گونه از سرده باندیکوت پوزه‌کوتاه است.